# بیل کالاهان (موسیقی‌دان)
بیل کالاهان (انگلیسی: Bill Callahan؛ زادهٔ ۳ ژوئن ۱۹۶۶سیلور استرینگ مریلند، ایالات متحده آمریکا) یک موسیقی‌دان اهل ایالات متحده آمریکا است. وی از سال ۱۹۹۰ میلادی تاکنون مشغول فعالیت بوده‌است.